# Bloedverwanten
Bloedverwanten is een Nederlandse dramaserie van de AVRO, vanaf 2014 van fusieomroep AVROTROS.

## Achtergrond
In de serie staan de verwikkelingen rond de Joodse familie De Winter en hun familiebedrijf De Winter Flowers centraal. Het eerste seizoen is van 4 maart tot en met 20 mei 2010 uitgezonden. Op 25 mei 2010 werd bekend dat de AVRO heeft getekend voor een tweede seizoen. Dit seizoen is van 15 maart tot en met 17 mei 2012 uitgezonden. De Belgische zender VTM heeft in de zomer van 2010 het eerste seizoen uitgezonden. Wegens het succes van de serie is besloten om een derde seizoen te maken. De opnamen hiervan vonden plaats in 2013 en de serie werd tussen 27 oktober en 29 december 2014 uitgezonden.

## Verhaal
Eerste seizoen
Bennie de Winter (Allard van der Scheer) weet dat hij niet lang meer te leven heeft en wil schoon schip maken. Hij vertelt zijn dochter Esther (Henriëtte Tol) dat het familiebedrijf een oorlogsverleden heeft. Enkele Joodse zakenmannen hebben Bennie in de oorlog geld uitgeleend, zodat ze het niet zouden kwijtraken. Na de oorlog keerden deze mannen niet meer terug en heeft Bennie het geld gebruikt voor de opbouw van De Winter Flowers.
Eva van de Ven (Yvonne van den Hurk) is de buitenechtelijke dochter van Bennie, die hij heeft gekregen tijdens een relatie met een minnares (Manon Alving). Eva weet inmiddels dat Bennie haar vader is, maar Esther weet niet dat zij een halfzus heeft. Eva probeert via haar werk als redactrice van een talkshow meer te weten te komen over de familie De Winter. Ze komt uiteindelijk in contact met Esther en weten uiteindelijk een band op te bouwen, maar Eva voelt zich niet geaccepteerd door de rest van Esthers familie.
Antje (Sylvia Hoeks) weigert te eten omdat ze er niet meer tegen kan dat haar ouders zoveel ruzie maken. Fien (Tanja Jess) denkt dat haar man Anton haar niet meer aantrekkelijk vindt en haar zal verlaten, net zoals hij dat twintig jaar geleden bij zijn ex-vrouw Esther deed. Anton (Derek de Lint) probeert zijn secretaresse Laura (Victoria Koblenko) te verleiden, maar dit mislukt. Antje kan het niet meer aan bij haar ouders en besluit bij haar halfbroer Martijn (Michiel Huisman) te gaan wonen. Esther en Fien maken zich beiden zorgen, omdat Martijn nogal seksverslaafd is en misschien dat er iets gaat gebeuren tussen Martijn en Antje. Als oplossing besluit Esther Antje zelf in huis te nemen. Uiteindelijk besluit Antje te verhuizen naar haar andere halfbroer Thomas (Jeroen Spitzenberger), die net de relatie met zijn vriend Oscar (Wolter Muller) heeft verbroken. Thomas en Antje hebben het allebei moeilijk en vinden troost bij elkaar. Ze beginnen een affaire. Antje probeert de relatie tussen Thomas en Oscar te verbeteren en dit lukt. Antje, Thomas en Oscar beginnen een trio en willen zelfs trouwen. Het huwelijk gaat niet door omdat Oscar op het laatste moment afhaakt.

## Rolverdeling
 = Hoofdrol
 = Bijrol
| Acteur                | Personage                  | S1 | S2 | S3 | Totaal |
| Henriëtte Tol         | Esther de Winter           | 12 | 10 | 10 | 32     |
| Derek de Lint         | Anton Zwager               | 12 | 10 | 10 | 32     |
| Saskia Temmink        | Iris Sarid-Zwager          | 12 | 10 | 10 | 32     |
| Tanja Jess            | Fien Zwager-Berkhout       | 12 | 10 | 10 | 32     |
| Yvonne van den Hurk   | Eva de Winter              | 12 | 10 | 10 | 32     |
| Victoria Koblenko     | Laura Zwager-van Wieringen | 12 | 8  | 10 | 30     |
| Khaldoun Elmecky      | Youssef Sarid              | 10 | 7  | 8  | 25     |
| Sylvia Hoeks          | Antje Zwager               | 12 | 10 | 2  | 24     |
| Roos Ouwehand         | Mylene Mortanges           | 5  | 10 | 8  | 23     |
| Eelco Smits           | Thomas Zwager (#2)         |    | 10 | 10 | 20     |
| Pierre Bokma          | Ronald Mok                 | 1  | 10 | 9  | 20     |
| Wolter Muller         | Oscar Doornbos             | 12 | 3  | 3  | 18     |
| Mike Libanon          | Ron Duijvenaar             |    | 9  | 8  | 17     |
| Jorrit Ruijs          | Wouter van der Velden      |    | 10 | 6  | 16     |
| Teun Luijkx           | Boris Lindeman             |    | 9  | 5  | 14     |
| Jeroen Spitzenberger  | Thomas Zwager (#1)         | 12 |    |    | 12     |
| Michiel Huisman       | Martijn Zwager             | 12 |    |    | 12     |
| Kay Greidanus         | Maarten Keizer             |    |    | 9  | 9      |
| Egbert-Jan Weeber     | David Maasland             |    |    | 8  | 8      |
| Noortje Herlaar       | Sanne Mok                  |    |    | 8  | 8      |
| Susannah Elmecky      | Soraya Sarid               | 10 | 10 | 8  | 28     |
| Scarlett Elmecky      | Layla Sarid                | 9  | 9  | 7  | 25     |
| Margo Dames           | Marga Nijman               |    |    | 10 | 10     |
| Logan Snoek           | Hidde Zwager (#2)          |    |    | 10 | 10     |
| Rick Engelkes         | Hugo Rubben                |    |    | 9  | 9      |
| Katelijne Verbeke     | Elisabeth                  | 8  |    |    | 8      |
| Gabriel van Aalen     | Hidde Zwager (#1)          |    | 7  |    | 7      |
| Laura de Boer         | Rosa                       | 4  |    |    | 4      |
| Hans Hoes             | Men. Maasland              |    | 1  | 3  | 4      |
| Manon Alving          | Mevr. Van de Ven           | 3  |    |    | 3      |
| Ellik Bargai          | David Aronson              | 2  |    |    | 2      |
| Allard van der Scheer | Bennie de Winter           | 1  |    |    | 1      |
| Rosa van Leeuwen      | Evelien                    |    |    | 2  | 2      |

## Kijkcijfers
| Seizoen | Timeslot        | Afl. | Première        | Première                       | Finale           | Finale                       | Kijkcijfers |
| Seizoen | Timeslot        | Afl. | Datum           | Première Kijkcijfers (in mil.) | Datum            | Finale Kijkcijfers (in mil.) | Kijkcijfers |
| ------- | --------------- | ---- | --------------- | ------------------------------ | ---------------- | ---------------------------- | ----------- |
| 1       | Donderdag 21:30 | 12   | 4 maart, 2010   | 1.278                          | 20 mei, 2010     | 0,836                        | 972.083     |
| 2       | Donderdag 20:30 | 10   | 15 maart 2012   | 0,981                          | 17 mei 2012      | 0,945                        | 994.500     |
| 3       | Maandag 22:10   | 10   | 27 oktober 2014 | 0,968                          | 29 december 2014 | 0,800                        | 905.000     |